# Ljubav
Ljubav è il quinto album in studio della cantante croata Nina Badrić, pubblicato nel 2003.

## Tracce
1. Za dobre i loše dane
2. Čarobno jutro (D'Knock & P'Eggy Club Remix)
3. Sreću duguješ meni
4. Moja ljubav
5. Ti ne znaš kako je
6. Ne daj mi da odem
7. Neka te voli
8. Takvi kao ti
9. Što da ti dam
10. Kosa
11. Čarobno jutro
12. Za dobre i loše dane (Gelo Live Edit)
13. Kosa (Gelo, uživo obrada)